# Afroligusticum
Afroligusticum es un género con 13 especies  perteneciente a la familia  Apiaceae. Es originario de Angola.

## Taxonomía
El género fue descrito por Cecil Norman y publicado en Plantae Bequaertianae 2–4(4): 301. 1927.  La especie tipo es: Afroligusticum chaerophylloides Norman. 

## Especies
- Afroligusticum aculeolatum (Engl.) P.J.D.Winter
- Afroligusticum claessensii (C.Norman) P.J.D.Winter
- Afroligusticum elgonense (H.Wolff) P.J.D.Winter
- Afroligusticum elliotii (Engl.) C.Norman
- Afroligusticum linderi (C.Norman) P.J.D.Winter
- Afroligusticum mattirolii (Chiov.) P.J.D.Winter
- Afroligusticum petitianum (A.Rich.) P.J.D.Winter
- Afroligusticum runssoricum (Engl.) P.J.D.Winter
- Afroligusticum scottianum (Engl.) P.J.D.Winter
- Afroligusticum thodei (T.H.Arnold) P.J.D.Winter
- Afroligusticum townsendii (Charpin & Fern.Casas) P.J.D.Winter
- Afroligusticum volkensii (Engl.) P.J.D.Winter
- Afroligusticum wilmsianum (H.Wolff) P.J.D.Winter